# Lazarevac
Lazarevac (în sârbă Лазаревац, pronunțat [lazareʋat͡s]) este un oraș din Serbia și o comună omonimă a orașului Belgrad. La recensământul din 2011, orașul a avut o populație totală de 25.526 de locuitori, în timp ce comuna a avut un total de 58.622 de locuitori.
Numele său provine de la numele conducătorului sârb medieval, prințul Lazăr Hrebeljanovici.

## Istorie
În timpul perioadei interbelice, în Lazarevac a existat un aerodrom militar auxiliar, parte a apărării aeriene a capitalei statului, Belgrad. 
La 7 aprilie 1941, în timpul bombardamentului german de la Belgrad, unitatea de forță aeriană „Arad”, a luptat cu 60 de avioane Junkers Ju 87Štuka care au bombardat aerodromul în efortul de a distruge cât mai multe avioane iugoslave. Majoritatea avioanelor, folosite pentru zboruri de antrenament, au fost fie distruse, fie demolate; doar un număr de nouă avioane au fost distruse în luptă. Biserica Memorială Sf. Dimitrie, cu un osuar din Primul Război Mondial, a fost, de asemenea, deteriorată în atac. 
În zona fostului aerodrom se află astăzi de centrul de sănătate „Dr Đorđe Kovačević” și Spitalul Special pentru nefropatie endemică balcanică, dar nici locul aerodromului, nici mormintele nu sunt marcate pentru a comemora evenimentelor din 1941. În 1984, una dintre străzile orașului a fost numită după avioanele ucise, cu toate că în mod eronat: în loc de „Nouă aviatori”, strada a fost numită „Șase aviatori”. În ianuarie 2018, a fost anunțată dezvăluirea unei plăcii memoriale a locului fostului aerodrom.
În 1971, comuna Lazarevac, împreună cu Mladenovac, a fost anexată capitalei sârbe, Belgrad.

## Așezările
În afară de orașul Lazarevac, comuna omonimă cuprinde următoarele așezări:
Satul Sakulja a fost repopulat în 1984. Acesta a fost desființat oficial în octombrie 2019, iar teritoriul său a fost anexat satului vecin, Junkovac.

## Date demografice
Comuna Lazarevac a avut o populație totală de 58.622 de locuitori, conform rezultatelor recensământului din 2011.

### Grupuri etnice
Componența etnică a municipalității (conform datelor înregistrate în 2011):
| Grup etnic   | Populație |
| ------------ | --------- |
| sârbi        | 55987     |
| rromi        | 650       |
| muntenegreni | 166       |
| macedoneni   | 66        |
| croați       | 47        |
| iugoslavi    | 45        |
| musulmani    | 45        |
| români       | 29        |
| maghiari     | 21        |
| ruși         | 20        |
| sloveni      | 16        |
| albanezi     | 12        |
| Alții        | 1518      |
| Total        | 58622     |

## Economie
În Lazarevac se află cel mai mare complex sârb de minerit și de topire a cărbunelui, RB Kolubara (Privredno društvo za proizvodnju, preradu i transport uglja Rudarski basen Kolubara d.o.o.). Mina are rezerve de cărbune în valoare de 2,2 miliarde de tone de lignit, una dintre cele mai mari rezerve de lignit din Europa și produce 22,6 milioane de tone de cărbune pe an. Întrucât bazinul minier Kolubara este cel mai mare furnizor de cărbune pentru Elektroprivreda Srbije, acesta joacă un rol esențial în independența energetică a țării. Aproximativ 52% din energia electrică din Serbia este produsă pe baza lignitului de la Kolubara, adică aproximativ 20 de miliarde kW ore de energie electrică pe an. Cea mai mare parte a cărbunelui (aproximativ 90%) este utilizată pentru producția de electricitate în TPP Nikola Tesla din Obrenovac, în centrala termică Kolubara din Veliki Crljeni și în centrala termică Morava din Svilajnac.
Următorul tabel prezintă o previzualizare a numărului total de persoane înregistrate angajate de persoane juridice după activitatea lor principală (în 2018): 
| Activitate                                                                     | Total |
| ------------------------------------------------------------------------------ | ----- |
| Agricultură, silvicultură și pescuit                                           | 118   |
| Minerit si cariere                                                             | 9094  |
| Fabricație                                                                     | 2944  |
| Alimentare cu energie electrică, gaz, abur și aer condiționat                  | 748   |
| Rezerva de apă; activități de canalizare, gestionare și remediere a deșeurilor | 759   |
| Construcții                                                                    | 824   |
| Comerț cu ridicata și cu amănuntul, reparații de autovehicule și motociclete   | 2153  |
| Transport și depozitare                                                        | 575   |
| Cazare și servicii alimentare                                                  | 693   |
| Informație și comunicare                                                       | 105   |
| Activități financiare și de asigurare                                          | 205   |
| Activități imobiliare                                                          | 7     |
| Activități profesionale, științifice și tehnice                                | 355   |
| Activități de servicii administrative și de asistență                          | 1726  |
| Administrație publică și apărare; securitate socială obligatorie               | 299   |
| Educație                                                                       | 978   |
| Sănătate umană și activități de muncă socială                                  | 773   |
| Arte, divertisment și recreere                                                 | 169   |
| Alte activități de servicii                                                    | 188   |
| Muncitori agricoli individuali                                                 | 102   |
| Total                                                                          | 22815 |

## Atracții turistice
Una dintre principalele atracții din Lazarevac este Biserica Sfântul Dimitrie. Este practic un mausoleu, un memorial principal construit în memoria soldaților armatei sârbe și austro-ungare care au fost uciși în bătălia de pe Kolubara (din 16 noiembrie – 15 decembrie 1914). 40.000 de soldați uciși, atât sârbi, cât și austro-ungari, au fost înmormântați în osuarul memorial al criptei bisericii. Este cea mai mare necropolă din primul război mondial din Serbia. „Comitetul pentru ridicarea unei biserici și cripte memoriale în Lazarevac” a fost înființat pentru a construi biserica. În 1937, Comitetul a fost desființat și în schimb a fost formată „Societatea pentru ridicarea unei biserici memoriale cu criptă în Lazarevac”, condusă de un preot Borivoje Đorđević. În sfârșit, templul a fost construit de arhitectul rus emigrant Ivan Afanasjevič Rik (Ивана Андреевича Рыка) între 1938 și 1941. În mediul arhitectural și urban din Lazarevac, templul reprezintă o realizare semnificativă a arhitecturii bisericești sârbești interbelice.
Există, de asemenea, o galerie modernă în oraș, cu o colecție bogată de picturi, grafică și sculpturi, „Kamengrad” (cu sensul de Oraș din Piatră), un parc îmbogățit cu sculpturile din piatră de Bogosav Živković și un Centru Cultural. În afara orașului există trei biserici de lemn din secolul al XVIII-lea, un izvor de apă minerală naturală și mai multe descoperiri arheologice. Alte caracteristici turistice din vecinătatea Lazarevacului includ mănăstirea Ćelije și dealul Vrače, unde Dimitrije Tucović, teoretician al socialismului sârb, a fost ucis în noiembrie 1914 în timpul bătăliei de la Kolubara.
În Baroševac, aflat pe malul râului Kolubara, cresc uriași arbori de sequia care au fost aduși din California, SUA pentru a fi studiați și plantați în Europa. Copacii au atins doar o înălțime de 30 de metri în 2011 și continuă să fie studiați pe măsură ce se dezvoltă în acest habitat fabricat.
 

În comună există și un teren de vânătoare denumit „Kolubara”. 

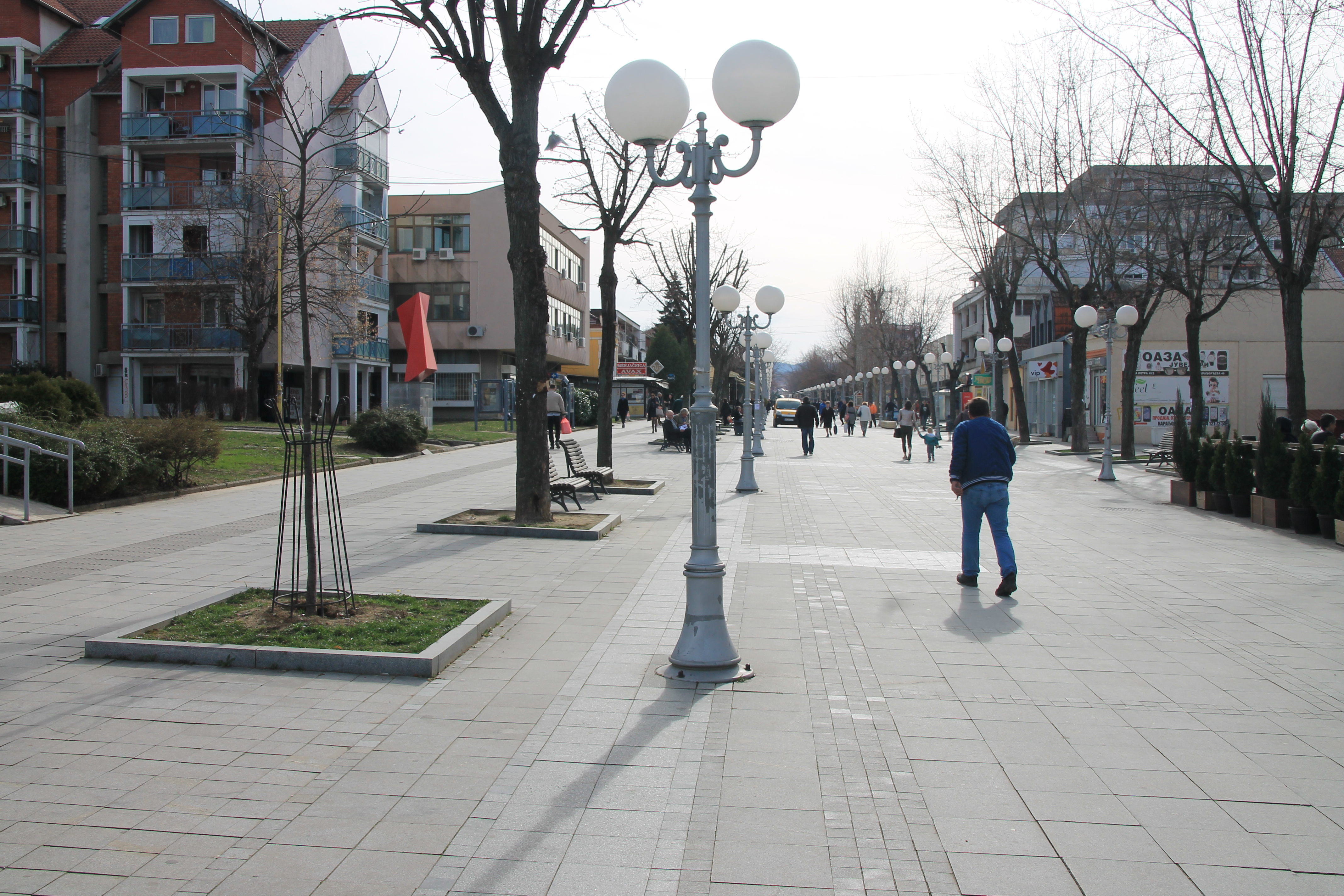
Promenada străzii din centrul orașului
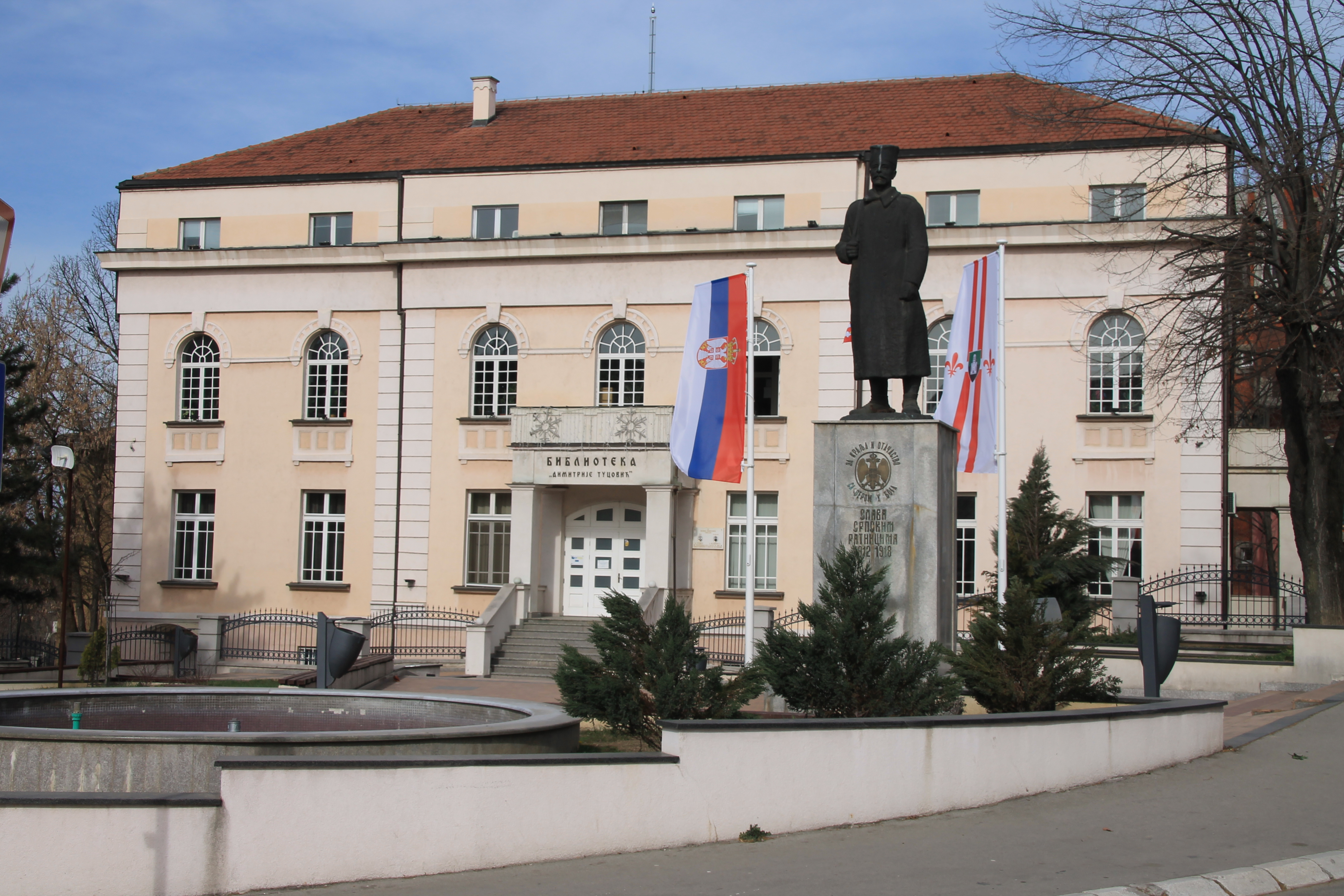
Biblioteca din oraș
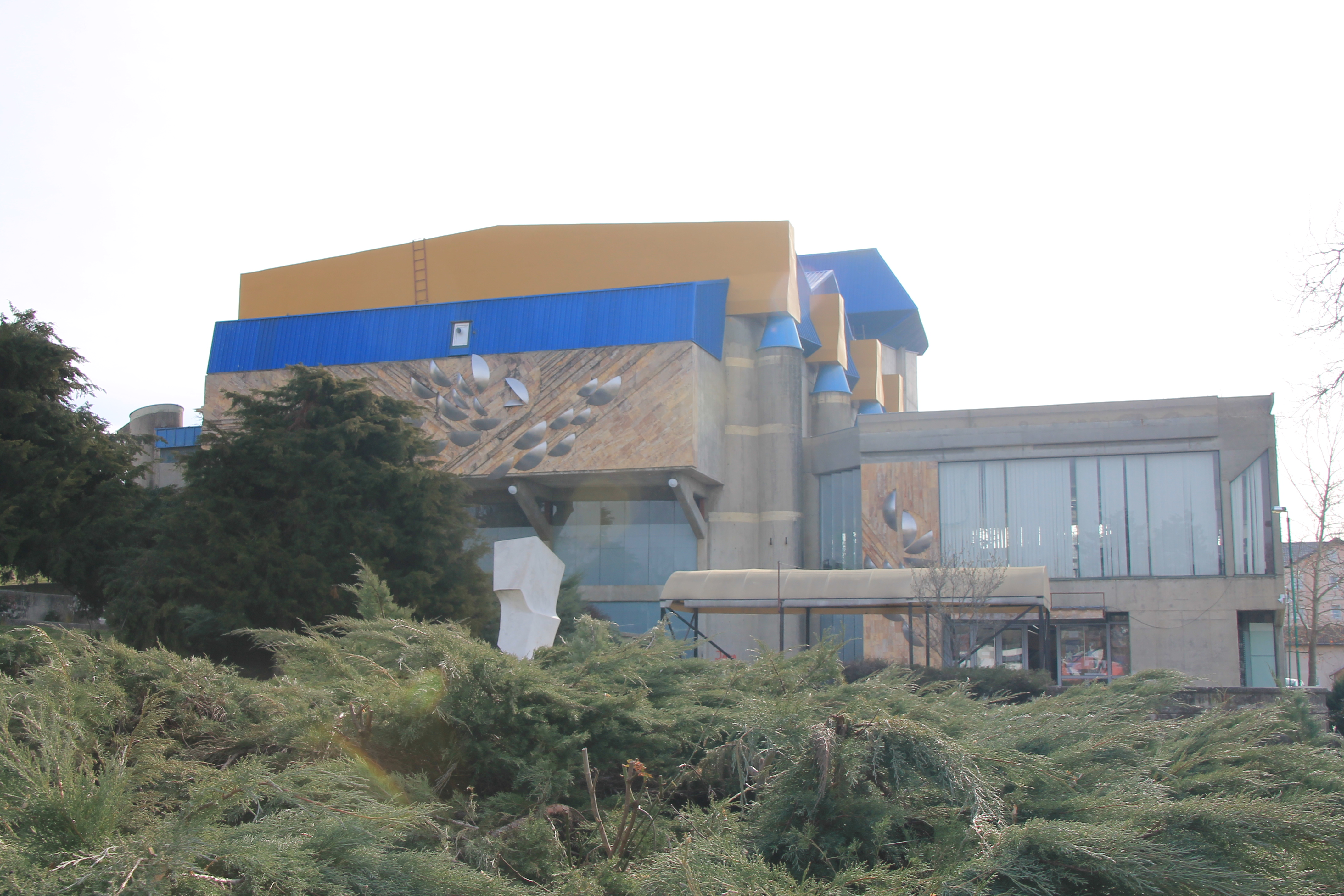
Centru de cultură
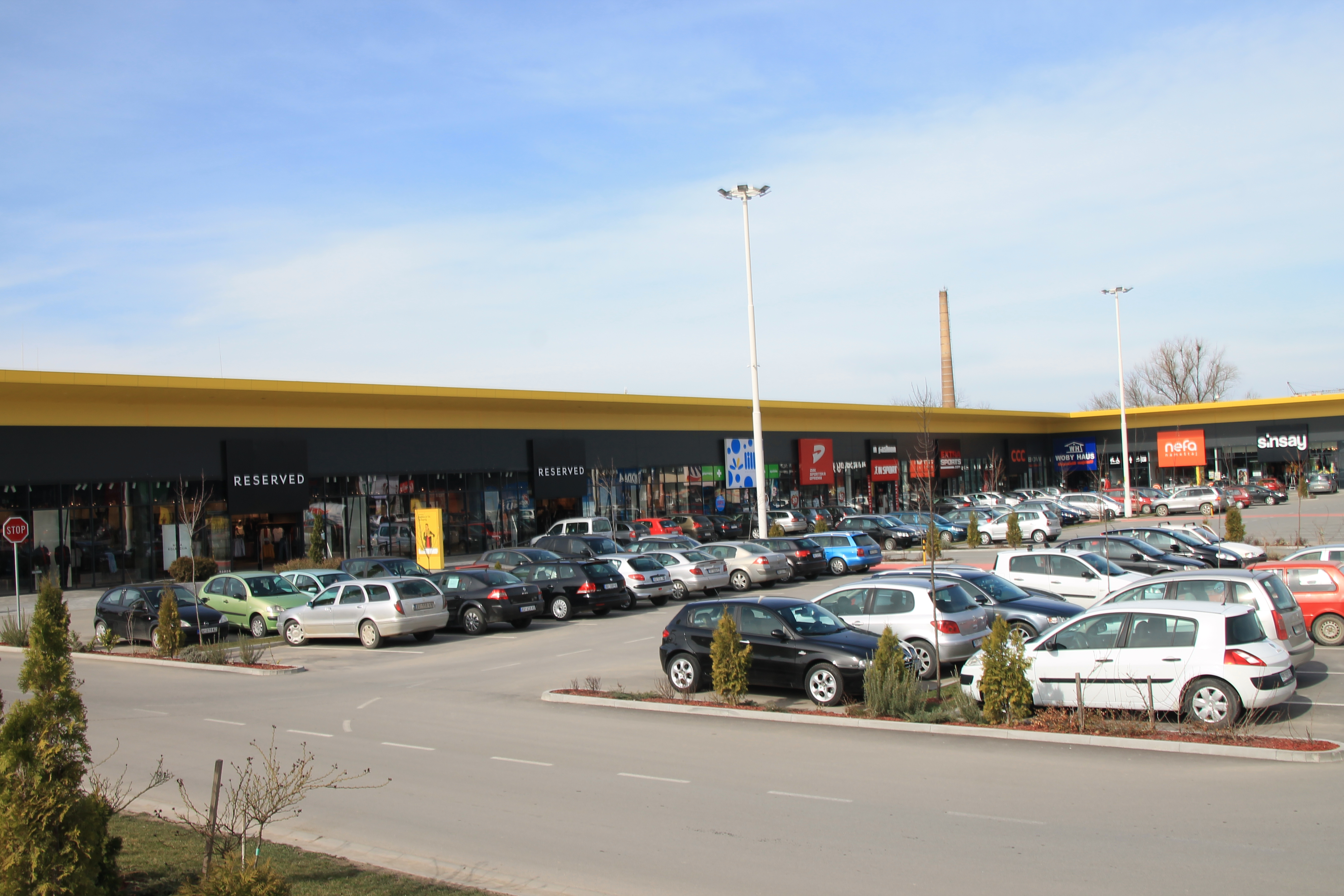
Parc de vânzare cu amănuntul
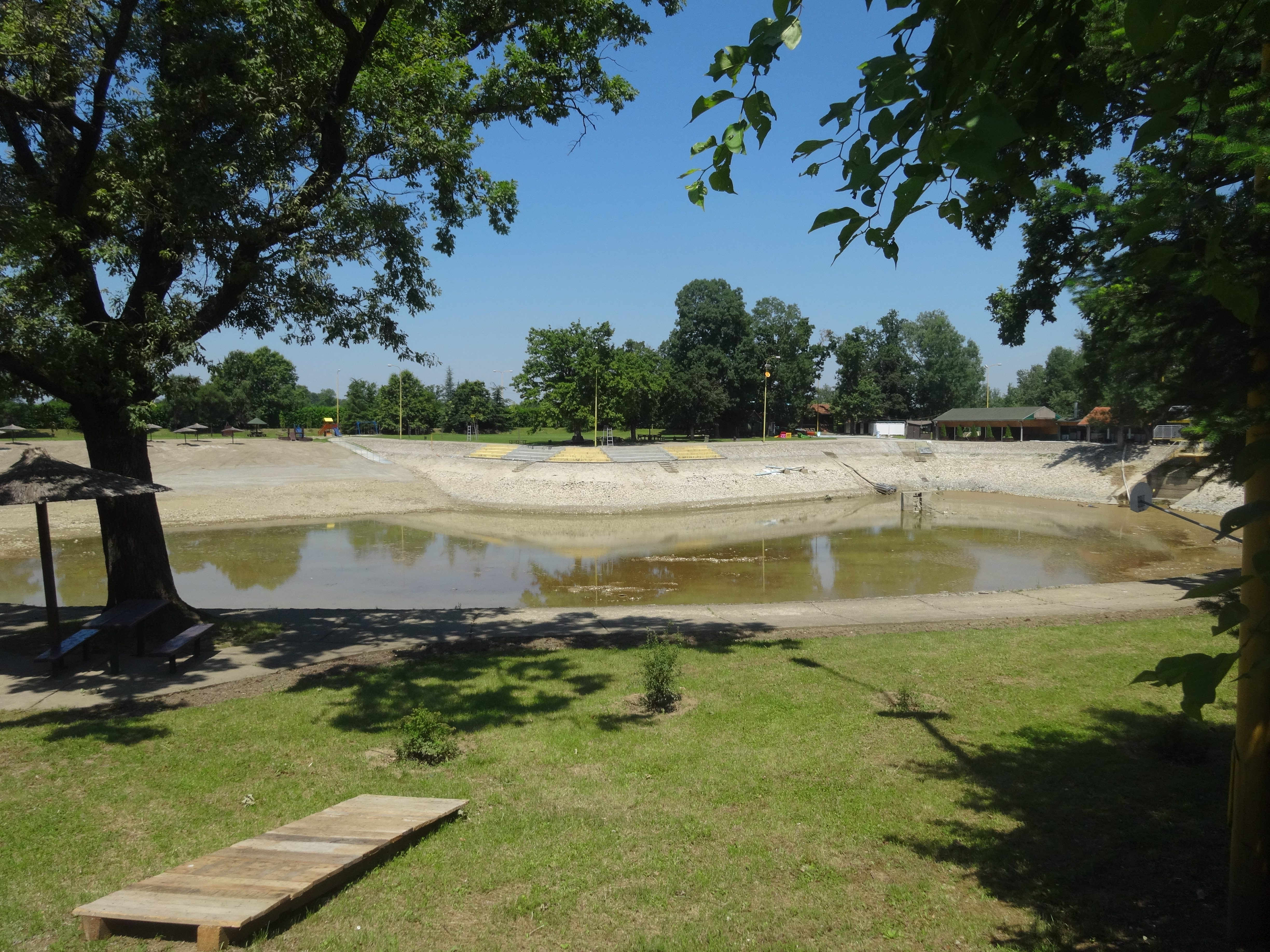
Lacul Očaga

## Vezi si
- Subdiviziunile Belgradului
- Lista cartierelor și suburbiilor din Belgrad
- Lista orașelor din Serbia
- Lista monumentelor culturale de importanță excepțională din Serbia
- Lista localităților din Serbia